# Novoselivka, Nikopol
Novoselivka (în ucraineană Новоселівка) este un sat în comuna Novoivanivka din raionul Nikopol, regiunea Dnipropetrovsk, Ucraina.

## Demografie
Componența lingvistică a localității Novoselivka
     Ucraineană (96,58%)
     Rusă (3,42%)
Conform recensământului din 2001, majoritatea populației localității Novoselivka era vorbitoare de ucraineană (96,58%), existând în minoritate și vorbitori de rusă (3,42%).